# Gauthier Denis
Gauthier Denis, né le 1er avril 1997 à Évreux en France, est un joueur français de basket-ball. Il évolue au poste d'ailier.

## Biographie
Gauthier Denis joue au Paris Basketball de la création du club en 2018 à 2024, année où le club remporte avec lui ses deux premiers trophées : la Leaders Cup 2024 et l'EuroCoupe 2023-2024.
En février 2025, Denis s'engage avec la JL Bourg jusqu'à la fin de la saison pour pallier les absences sur blessure de nombreux joueurs. Rapidement blessé, il ne joue que 5 recontres
En juin 2025, il rejoint le BCM Gravelines, club de première division.

## Clubs successifs
- 2015-2018 :  STB Le Havre (Pro A puis Pro B)
- 2018-2024 :  Paris Basketball (Pro B puis Betclic Elite)
- 2025 :  Jeunesse laïque de Bourg-en-Bresse (Betclic Élite)
- depuis 2025 :  BCM Gravelines (Beclic Élite)

## Palmarès
- Vainqueur de l'EuroCoupe 2023-2024
- Vainqueur de la Leaders Cup 2024
- 3e du championnat d'Europe -20 ans 2017